# Historien om en soldat
Historien om en soldat (originaltitel på franska L'histoire du soldat) är ett sceniskt verk av Igor Stravinskij, komponerat 1918, som ska "läsas, spelas och dansas" ("lue, jouée et dansée").

## Verket
Librettot som bygger på en rysk folksaga skrevs på franska av den schweiziske författaren C.F. Ramuz. Det är en parabel om en soldat som byter bort sin fiol till djävulen mot en bok som förutspår den ekonomiska framtiden. Musiken är skriven för en septett bestående av fiol, kontrabas, klarinett, fagott, kornett (ofta ersatt av trumpet), trombon och slagverk och historien berättas av tre aktörer, soldaten, djävulen och en berättare som också ikläder sig några mindre roller. En dansare spelar den stumma rollen som prinsessan och det kan också förekomma en mindre dansensemble. Stycket skrevs för en mindre ensemble eftersom det var ont om musiker under första världskriget då många var inkallade.
Librettot har översatts till många språk; till svenska av Erik Lindegren, utgivet 1957.
Verket tar ca 1 timme att framföra. Musiken är modernistisk och innehåller många taktartsväxlingar varför det vanligen framförs med dirigent. Mycket av musiken, i synnerhet violinstämman, anses virtuos. Verket uruppfördes i Lausanne den 28 september 1918 under ledning av Ernest Ansermet.
Verket tillkom i samarbete med den schweiziska filantropen Werner Reinhart. Werner Reinhart sponsrade produktionen och stod som ekonomisk garant vid premiären. I gengäld dedicerade Stravinskij verket till denne och gav honom även originalmanuskriptet.
Reinhart fortsatte med sitt stöd till Stravinskij under 1919 genom att anordna en serie konserter med hans senaste kammarmusik. Bland dessa fanns en svit om fem satser ur Historien om en soldat, arrangerade för klarinett, violin och piano, vilket var en gest till Reinhart som var en skicklig amatörklarinettist. Sviten uruppfördes den 8 november 1919 i Lausanne, långt innan originalversionen för sju instrument blev känd.

## Inspelningar i urval
- Gerard Depardieu (djävulen), Guillaume Depardieu (soldaten), Carole Bouquet (berättaren): med Shlomo Mintz (violin och dirigent), Pascal Moragues (klarinett), Sergio Azzolini (fagott), Marc Bauer (kornett), Daniel Breszynski (trombon), Vincent Pasquier (kontrabas), Michel Cerutti (slagverk): Audio CD (B000003I1K) 1997 AUVIDIS VALOIS FRANCE .
- Robert Helpmann (djävulen), Terence Longdon (soldaten), Anthony Nicholls (berättaren): med Arthur Leavins (violin), Edmond Chesterman (kontrabas), Jack Brymer (klarinett), Gwydion Brooke (fagott), Richard Walton (kornett), Sidney Langston (trombon), Stephen Whittaker (timpani), dirigent John Pritchard (Inspelning av Glyndebourne-produktionen 1954 vid Edinburgh Festival), LP HMV ALP 1377.
- Robert Helpmann (djävulen), Brian Phelan (soldaten), Svetlana Beriosova (prinsessan), med Melos Ensemble of London, filmversion 1964; Michael Burkitt (regissör), Dennis Miller och Leonard Cassini (producenter), Richard Marden (utgivare), BHE production.[8]
- Frank Zappa spelade in marschen från Historien om en soldat på sitt livealbum, Make a Jazz Noise Here 1991. Samma melodi använder han också i slutet av Soft-Sell Conclusion på ett av sina första album, Absolutely Free.
- 1984 gjorde animatören R.O. Blechman en animerad version för PBS:s Great Performances med Max von Sydow som djävulens röst. Produktionen släpptes på VHS året därpå och på DVD in 2004.[9]